# Црква Свете великомученице Марине у Атеници
Црква Свете великомученице Марине у Атеници, насељеном месту Града Чачка, припада Епархији жичкој Српске православне цркве.
Градња цркве посвећене Светој великомученици Марини, у народу познатијој као Огњена Марија,  започета је 2001. године. Освећење цркве извршио је Владика жички Хризостом 2006. године.
Основа храма је у облику издуженог триконхоса, са звоником на западној страни и куполом изнад наоса. Фасадне површине су расчлањене и декорисане крстовима од црвенкастог камена.
Олтарска преграда израђена је од белог мермера. Осликавање цркве започето је 2013. године. Посебан украс храма је орнаментални под од тробојног камена.
Уређење парковског простора око цркве завршено је 2021. године.